# Ordinary Day
Ordinary Day – singel irlandzkiej piosenkarki Dolores O’Riordan, wydany w 2007 roku w celach promocyjnych albumu Are You Listening?. 
Autorem singla jest sama Dolores O’Riordan, którą w produkcji wsparli Richard Chycki oraz Martin „Youth” Glover. Za mastering utworu odpowiadał Greg Calbi. 
Do utworu powstał teledysk wyreżyserowany przez Caswella Cogginsa i wyprodukowany przez Draw Pictures.
Singel był notowany na 2. miejscu na włoskiej liście sprzedaży, a także na 50. pozycji w zestawieniu w Irlandii.

## Lista utworów
| - Vinyl, 7" 1. „Ordinary Day” – 4:04 2. „Forever” – 4:07 - Promo 1. „Ordinary Day” – 3:40 | - Singel CD 1. „Ordinary Day” – 4:04 2. „Without You” – 4:08 3. „Ordinary Day” – 3:48 |

## Pozycja na liście sprzedaży
| Kraj     | Notowanie (2007)                        | Najwyższa pozycja |
| -------- | --------------------------------------- | ----------------- |
| Włochy   | Federazione Industria Musicale Italiana | 2                 |
| Irlandia | Singles Chart                           | 50                |